# Ambasada RP w Caracas
Ambasada Rzeczypospolitej Polskiej w Caracas (hisz. Embajada de la República de Polonia en Caracas) – polska misja dyplomatyczna w stolicy Wenezueli.
Ambasador RP w Caracas oprócz Boliwariańskiej Republiki Wenezueli akredytowany jest również w Barbadosie, Wspólnocie Dominiki, Grenadzie, Kooperacyjnej Republice Gujany, Jamajce, Federacji Saint Kitts i Nevis, Saint Vincent i Grenadynach, Republice Surinamu i  Republice Trynidadu i Tobago.

## Historia
Polska nawiązała stosunki dyplomatyczne z Wenezuelą w 1933. Po II wojnie światowej wznowiono je z rządem komunistycznym w Warszawie w 1945. W latach 1952–1960 były one zawieszone przez prezydenta Marcosa Péreza Jiméneza.

## Konsulaty honorowe RP
Konsulaty honorowe RP na terenie działalności ambasady (stan na grudzień 2023):
- Barbados: Bridgetown
- Grenada: Saint George’s
- Gujana: Georgetown
- Jamajka: Kingston
- Surinam: Paramaribo
- Trynidad i Tobago: Port of Spain
- Wenezuela: Porlamar
- Wenezuela: El Consejo
- Wenezuela: Barquisimeto